# Козаев, Владимир Дмитриевич
Владимир Дмитриевич Козаев (1917 — ?) — советский партийный и государственный деятель. Первый секретарь Юго-Осетинского обкома КП Грузии (1959—1962).

## Биография
Участник Великой Отечественной войны. В 1958 г. окончил Курсы переподготовки при ЦК КПСС.
- 1952—1953 гг. — первый секретарь Знаурского районного комитета КП(б)-КП Грузии (Юго-Осетинская автономная область)
- 1953—1954 гг. — первый заместитель председателя исполнительного комитета Областного Совета Юго-Осетинской автономной области
- 1954 г. — секретарь Областного комитета КП Грузии Юго-Осетинской автономной области
- 1954—1956 гг. — председатель исполнительного комитета областного совета Юго-Осетинской автономной области,
- 1958—1959 гг. — ответственный организатор отдела партийных органов ЦК КП Грузии
- 1959—1962 гг. — первый секретарь областного комитета КП Грузии Юго-Осетинской автономной области.

Умер до 1985 года.